# Sherri Steinhauer
Pour les articles homonymes, voir Steinhauer.
Sherri Steinhauer, née le 27 décembre 1962 à Madison (Wisconsin), est une golfeuse américaine.

## Biographie
Elle participe à son premier US Open féminin de golf en 1983 puis débute sur le circuit de la LPGA en 1986. Depuis lors, elle a remporté sept tournois dont deux du grand-chelem. Elle termina deux fois dans le top 10 des gains sur une saison en accrochant la septième place en 1994 et 1999. Elle remporte avec l'équipe des États-Unis les éditions 1994, 1998 et 2000 de la Solheim Cup.

## Victoires LPGA
- 1992 : Classique du Maurier Classic *
- 1994 : Sprint Championship
- 1998 : British Open féminin de golf
- 1999 : JAL Big Apple Classic
- 1999 : British Open féminin de golf
- 2004 : Sybase Classic
- 2006 : British Open féminin de golf **
- 2007 : State Farm Classic

- le du Maurier Classic était considéré comme Majeur avant 2001
- Le british open féminin fait partie du grand-chelem depuis 2001